# سناء علي عباس

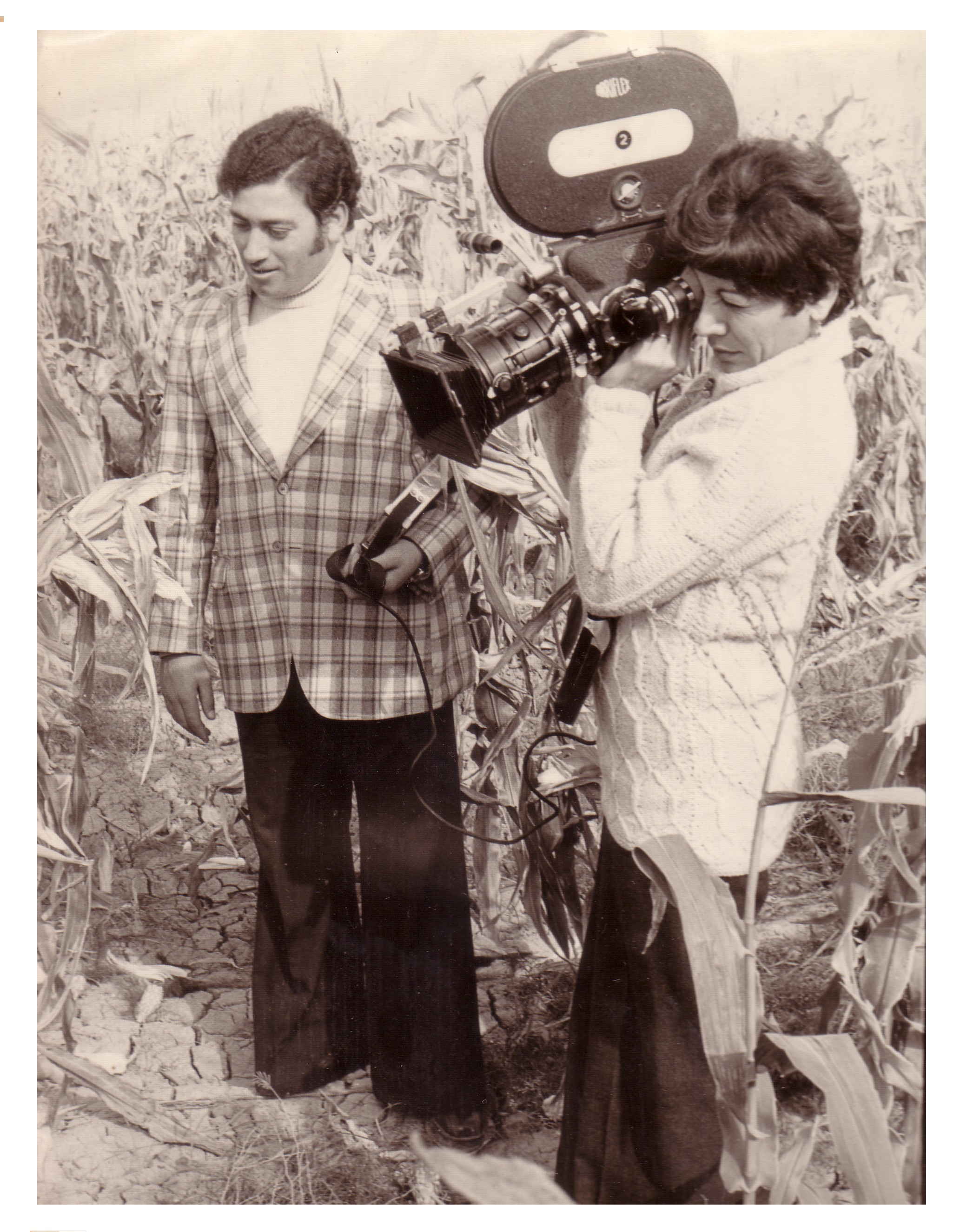
المصورة سناء علي خلال تصويرها أحد الافلام السينمائية لصالح دائرة السينما والمسرح العراقية

سناء علي عباس (1945 -)، هي أول مصورة سينمائية في العراق والوطن العربي
من مواليد بغداد.
حاصلة على بكلوريوس فنون جميلة (فنون تشكيلية) 1973 ودبلوم سينما 1974
شاركت في دورة السينما المكثفة التابعة إلى(المؤسسة العامة للإذاعة والتلفزيون العراقية) للفترة من 13\10\1973 إلى 16\6\1974
بإشراف أساتذة وخبراء عراقيين وعرب وألمان منهم فراو زيبينارتس في المونتاج السينمائي وهانزوهوك في التصوير السينمائي.
إضافة إلى مجموعة من أصحاب الاختصاص العراقيين والعرب منهم: المخرج توفيق صالح (مصر) والمخرج إبراهيم الصحن (مصر) والمخرج د.لؤي القاضي (العراق) والمصور الفوتوغرافي حازم باك (العراق) وبشهادة المخرج توفيق صالح كانت سناء علي أول مصورة سينمائية تقتحم هذا المجال الذي كان ومايزال حكراً على الرجال لصعوبته. شاركت في عدة مهرجانات منها مهرجان فلسطين الدولي الثاني في بغداد ومهرجان السينما العراقية الرابع في بغداد.
صورت مجموعة من الأفلام الوثائقية لصالح المؤسسة العامة للإذاعة والتلفزيون إضافة إلى تصويرها الأفلام التسجيلية والتعليمي الفلاحية لصالح وزارة الزراعة منها: مزرعة النساء - التبغ - عطاء الأرض تكنولوجيا عباد الشمس (الزراعة الاروائية) وتم أنتخاب بعض هذه الافلام وترجمتها لصالح منظمة الزراعة والغذاء منظمة الأغذية والزراعة التابعة للامم المتحدة

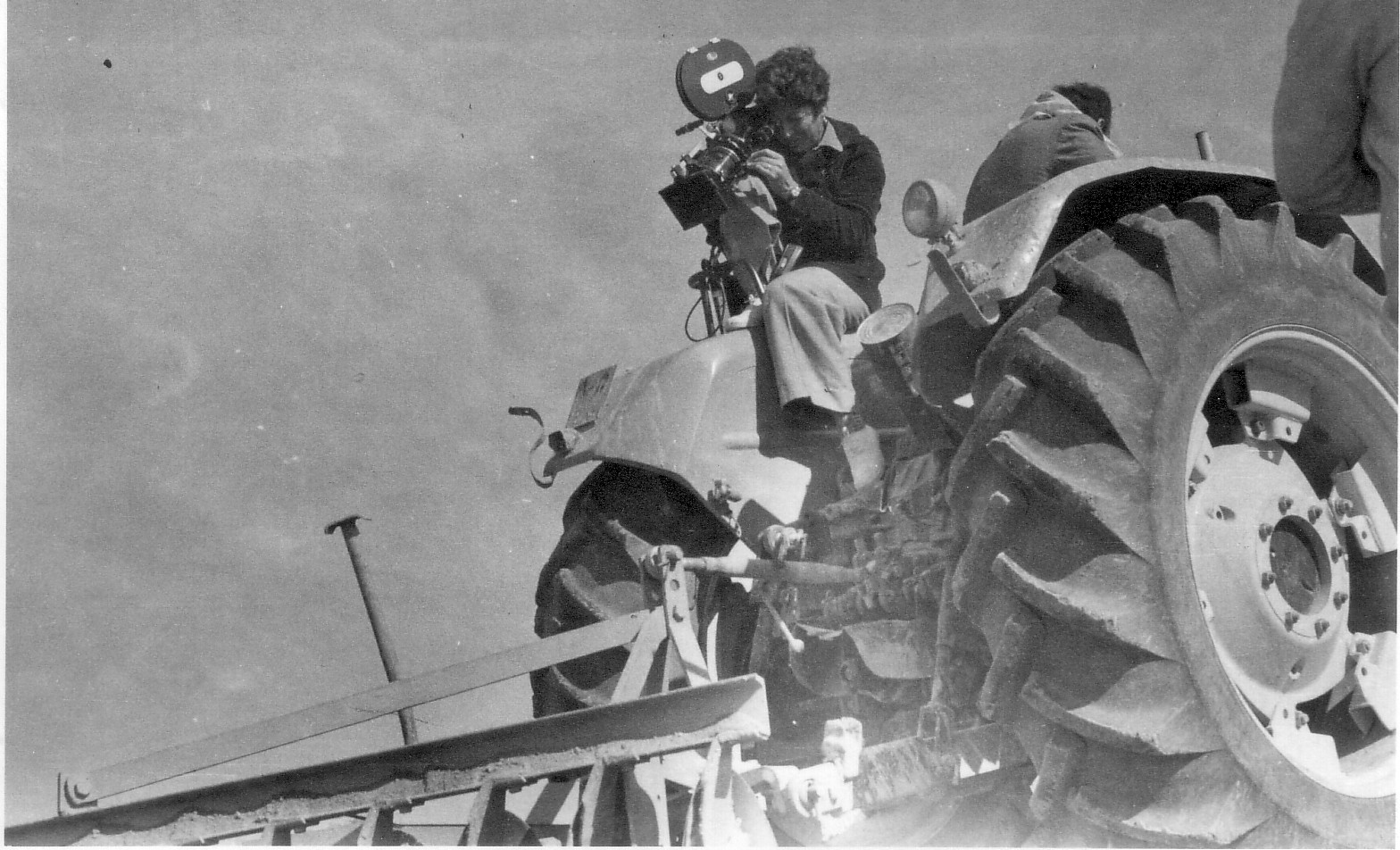
سناء علي خلال تصويرها لأحد الافلام السينمائية لصالح منظمة الاغذية والزراعة العالمية FAO